# Plagiaulacidae
Plagiaulacidae è una famiglia di mammiferi fossili dell'ordine dei Multituberculata. I resti noti provengono dal giurassico superiore del Nord America fino al Cretaceo inferiore in Europa. Questi piccoli erbivero vissero durante l'era  Mesozoica, conosciuta anche come l'età dei dinosauri. Furono tra i rappresentanti più evoluti del sottordine informale dei Plagiaulacida.
Il taxon Plagiaulacidae fu classificato da T.N. Gill nel 1872. È conosciuto anche con il nome Bolodontidae, (Osborn, 1887).

## Tassonomia
Famiglia †Plagiaulacidae Gill, 1872
- Genere? †Morrisonodon Hahn & Hahn, 2004
  - Specie? †M. brentbaatar Bakker, 1998
- Genere †Plagiaulax Falconer, 1857
  - Specie †P. becklesii Falconer, 1857
- Genere †Bolodon Owen, 1871
  - Specie †B. crassidens Owen, 1871
  - Specie †B. falconeri Owen, 1871
  - Specie †B. minor Falconer, 1857
  - Specie †B. osborni Simpson, 1928
  - Specie †B. elongatus Simpson, 1928